# Herschbach
Herschbach es una localidad y comuna situada en el distrito de Westerwald, en Renania-Palatinado, al oeste de Alemania. Tiene una población estimada, a fines de 2020, de 2,844 habitantes.

## Hermanamientos
- Pleudihen-sur-Rance, Francia